# 荘 (姓)
荘（そう）は、漢姓の一つ。

## 中国
2020年の中華人民共和国の統計では人数順の上位100姓に入っていないが、台湾の2018年の統計では24番目に多い姓で、222,819人がいる。
後漢の明帝の諱を避けるため、その時代に同義の「厳」に改姓したが、魏と晋の時代に一部はまた「荘」に復姓した。

### 著名な人物
- 荘子 - 戦国時代の思想家。本名は荘周。
- 荘勝雄 - 中華民国の野球選手。
- 荘則棟 - 中華人民共和国の卓球選手。
- 荘智淵 - 中華民国の卓球選手。

## 朝鮮
荘（チャン、朝鮮語: 장）は、朝鮮人の姓の一つである。2015年の国勢調査による韓国内での人口は445人。

### 氏族
| 氏族（地域） | 創始者 | 人数（2015年） | 備考     |
| ------------ | ------ | -------------- | -------- |
| 錦山荘氏     |        | 11             |          |
| 衿川荘氏     |        | 217            | 금천장씨 |
| 金村荘氏     |        | 9              |          |
| 金泉荘氏     |        | 40             | 김천장씨 |
| 大邱荘氏     |        | 21             |          |
| 汶河荘氏     |        | 13             |          |
| 牙山荘氏     |        | 51             |          |
| 永川荘氏     |        | 8              |          |
| 長連荘氏     |        | 8              |          |
| 全州荘氏     |        | 20             |          |
| 清風荘氏     |        | 8              |          |
| 坡平荘氏     |        | 15             |          |